# Пегас (видавництво)
Видавництво Пегас — українське книжкове видавництво, спеціалізується на виданні дитячої та підліткової літератури. Засноване у 1996 році. Згідно з даними Книжкової палати України імені Івана Федорова займає 7 місце в Україні за кількістю нових назв друкованої продукції за 2020 рік і входить до ТОП-10 рейтингу видавництв за сумарним накладом надрукованих за рік книг.
В асортименті видавничого дому представлено більш ніж 1700 позицій у 77 серіях: енциклопедії, збірки казок, віршів, книжки-пазли, атласи, книжки з наліпками, на картоні, з віконцями, розмальовки. Книжки для дітей та підлітків від 0 до 18 років виходять українською, російською, англійською та румунською мовами.
Видавництво друкує твори видатних класиків: Вільгельм Гауф, Ганс Крістіан Андерсен, Шарль Перро, Ернст Теодор Амадей Гофман. А також видає книжки сучасних українських авторів: Ольга Братчук, Володимир Верховень, Олена Чала, Любов Відута. Ведеться плідна співпраця з європейськими авторами та ілюстраторами: Елеонора Барзотті, Іларія Барзотті, Вінченцо Гуїді.
У 2019 році видавництво вперше в Україні випускає серію книг зі звуковими планшетами. В озвученні планшетів використано природні голоси тварин, пісні, загадки, логічні вправи, вірші, зокрема логопедичні, для розвитку мовлення.